# Gerhard Kritzler
Gerhard Kritzler (* 7. September 1934 in Freudenberg; † 26. August 2013) war ein deutscher Unternehmer.

## Leben
Kritzler studierte Maschinenbau an der Technischen Hochschule in Darmstadt. Während seines Studiums wurde er 1954 Mitglied der Darmstädter Burschenschaft Frisia.
Ab 1961 arbeitete Gerhard Kritzler in der Firma Apparatebau Rothemühle in Wenden-Rothemühle. Zum Mitgesellschafter und Mitgeschäftsführer wurde er 1971 und begleitete bis zu seinem 65. Lebensjahr das mittelständische Unternehmen.
Ehrenamtlich tätig war er als Vorsitzender des Fördervereins für die neue Friedhofskapelle in Freudenberg und Vorsitzender des Luftsportvereins am Flugplatz Hünsborn.

## Ehrungen
- 1990: Verdienstkreuz am Bande
- 2012: Ehrenplakette der Stadt Freudenberg[4]
- 2017: Umbenennung des großen Multifunktionsraumes im Technikmuseum Freudenberg in „Gerhard Kritzler-Saal“.[5]